# Capital Games
Capital Games – amerykański film fabularny z 2013 roku, napisany przez Wendella Lu i G.A. Hauser oraz wyreżyserowany przez Ilo Orleansa. Powstał na podstawie książki Hauser o tym samym tytule z 2008 roku. Bohaterami filmu są dwaj pracownicy firmy reklamowej, którzy niespodziewanie się w sobie zakochują.

## Opis fabuły
Steve Miller jest byłym funkcjonariuszem departamentu policji miasta Los Angeles, obecnie pracującym we wziętej firmie reklamowej. Gdy w firmie pojawia się nowy pracownik, pochodzący z Wielkiej Brytanii Mark Richfield, nikt nie podejrzewa, że obaj się w sobie zakochają. Pomimo początkowej niechęci, między twardym, niezwykle męskim eks-policjantem i zdystansowanym Anglikiem rodzi się namiętność. Mark nie mówi jednak Steve'owi, że ma narzeczoną.

## Obsada
- Eric Presnall − Steve Miller
- Rory Cosgrove − Mark Richfield (w czołówce jako Gregor Cosgrove)
- Shane Keough − Jack Larsen
- Dewitt Duncan − Charlie
- Rebekah Apodaca − Laura
- Chuck Erickson − Roland
- Corinne Fox − Sharon Tice
- Paula Ray − Sonya Knight